# Peucetia formosensis
Peucetia formosensis är en spindelart som beskrevs av Kishida 1930. Peucetia formosensis ingår i släktet Peucetia och familjen lospindlar.
Artens utbredningsområde är Taiwan. Inga underarter finns listade i Catalogue of Life.